# Elezioni presidenziali in Serbia del 1990
Le elezioni presidenziali in Serbia del 1990 si tennero il 9 dicembre; videro la vittoria di Slobodan Milošević, sostenuto dal Partito Socialista di Serbia, che sconfisse Vuk Drašković, sostenuto dal Movimento del Rinnovamento Serbo.

## Risultati
| Candidati          | Partiti                                      | Voti      | %     |
| ------------------ | -------------------------------------------- | --------- | ----- |
| Slobodan Milošević | Partito Socialista di Serbia                 | 3 285 799 | 65,34 |
| Vuk Drašković      | Movimento del Rinnovamento Serbo             | 824 674   | 16,40 |
| Ivan Đurić         | Unione delle Forze Riformiste di Jugoslavia  | 277 398   | 5,52  |
| Sulejman Ugljanin  | Partito d'Azione Democratica del Sangiaccato | 109 459   | 2,18  |
| Vojislav Šešelj    | Indipendente                                 | 96 277    | 1,91  |
| Blažo Perović      | Blocco Jugoslavo                             | 57 420    | 1,14  |
| Altri              | -                                            | 378 096   | 7,52  |
| Totale             | Totale                                       | 5 029 123 | 100   |